# Odžaci
Odžaci är en ort och kommun i provinsen Vojvodina i norra Serbien.
I orten finns bland annat Brännandet av Sankt Savas relikers kyrka.

## Historik
Orten nämns först i skrift år 1522 under det ungerska nament Kéménd. Enligt Serbiens folkräkning 2022 har Odžaci 7 556 i tätorten och 24 926 i kommunen som består av 61 kvadratkilometer. Odžacis herrfotbollslag, FK Tekstilac Odžaci spelar i Serbiska superligan, Serbiens högsta division inom herrfotboll (2024).